# Харман, Джеймс
Джеймс Гэри «Ледоруб» Харман (англ. James Gary «Icepick» Harman; 8 июня 1946, Аннистон, Алабама, США  —  23 мая 2021, США)   — американский музыкант, певец, автор песен. Основным инструментом Джеймса Хармана была блюзовая гармоника. Победитель Blues Music Awards (в составе коллектива исполнителей) в номинациях «Альбом традиционного блюза» (1980), «Альбом года» (1980), номинант Blues Music Awards в номинациях «Мужчина-исполнитель традиционного блюза» (2016, 2019), «Альбом традиционного блюза» (2014, 2016), «Песня года» (2000, 2002, 2005, 2016), «Переизданный альбом» (1998), «Блюзовый альбом из архива» (2001, 2006), «Блюзовый исполнитель на гармонике» (2004, 2005, 2007, 2016), «Альбом года» (2016). Член Зала славы музыки Алабамы

## Биография
Джеймс Харман родился в Аннистоне, штат Алабама в семье Оливера Хармана, капитана полиции, и Кэтрин Харман. Он стал учиться играть на фортепиано c четырёх лет (уроки ему давала мать), а также пел в местном церковном хоре. Губную гармошку осваивал самостоятельно, пробуя играть после занятий фортепиано на принадлежавших его отцу инструментах, хранившихся в фортепианном стуле. Впоследствии он научился играть на нескольких других музыкальных инструментах, включая гитару, электроорган и барабаны.
В 1962 году он переехал в Панама-Сити, штат Флорида и с этого момента начал карьеру профессионального музыканта: «Я ушёл из церковного хора в 16 лет и начал петь о женщинах ради денег, и это единственная работа, которую я когда-либо имел». В Панама-Сити он играл во многих ритм-н-блюз-группах, последней из которых была Icehouse Blues Band. Эрл Колдуэлл, менеджер компании Swinging Medallions, подписал с Харманом контракт на запись и в 1964 году в Атлантее, штат Джорджия, Харман записал первый из девяти ранних синглов, которые были выпущены на пяти разных лейблах.
Музыкант выступал как блюзовый гармонист и певец в Чикаго, Нью-Йорке и других местах, прежде чем переехать в южную Калифорнию в январе 1970-х года. В Калифорнии его группа Icehouse Blues Band выступала вместе с такими звёздами блюза, как  Биг Джо Тернером , Джоном Ли Хукером , Фредди Кингом , Мадди Уотерсом , Альбертом Кингом , Би Би Кингом , Ти-Боуном Уокером , Лоуэллом Фулсомом, Эдди «Клинхед» Винсоном, Джонни Уотсоном и Альбертом Коллинзом. До 1972 года Джеймс Харман исполнял в основном кавер-версии блюзовых стандартов других исполнителей, но после разговора с Би Би Кингом, которого Харман в составе группы сопровождал в турне, сконцентрировался на исполнении собственных песен. Музыкант вспоминал, как Би Би Кинг ему сказал: «У тебя хорошие песни, приятный голос, и тексты твои со смыслом и клевые… твоя группа хорошо тебе аккомпанирует, почему бы тебе не начать быть Джеймсом Харманом вместо того чтобы быть блюзовым музыкальным автоматом?»
В 1977 году он сформировал группу James Harman Band. На протяжении многих лет в состав группы входили Фил Элвин и Билл Бейтман, которые ушли в 1978 году, чтобы сформировать Blasters; Джин Тейлор , который ушёл в 1981 году, также присоединился к Blasters, прежде чем перейти в The Fabulous Thunderbirds и Кид Рамос. Харман стал известен как опытный и надёжный музыкант, будь то в составе аккомпанирующей группы или в качестве руководителя собственной группы, которая записала несколько альбомов в 1980-х годах.
Многочисленные песни Хармана использовались в фильмах и на телевидении, в том числе «Kiss of Fire» (из альбома The Dangerous Gentlemen), которая послужила саундтреком к фильму «Обвиняемые» . Харман был номинантом премии W.C. Handy Blues Award несколько раз как с собственными песнями, так и как участник записи других исполнителей. Он был введен в Зал славы музыки Алабамы и получил награду за лучший блюзовый альбом года от журнала Real Blues.
Со времён Калифорнии Харман был дружен с Билли Гиббонсом. В 1996 году Харман впервые работал с группой ZZ Top и записал партию гармоники в песне «What’s Up with That». В 2003 году Харман участвовал в записи альбома  Mescalero группы ZZ Top с песней «Que Lastima», а в 2012 году — отметился на альбоме La Futura с песней «Heartache In Blue». Как вспоминал Гиббонс, он пригласил Хармана записать эту партию ещё в Нэшвилле, где Гиббонс и написал «Heartache In Blue» в соавторстве со своим приятелем Треем Брюсом. Харман прослушал её и сказал: «Просто дай мне шанс ответить твоей гитаре», и впоследствии записал партию гармоники уже в Хьюстоне, с первого дубля. Также он записал партии гармоники в песнях «Waitin’ for the Bus» и «Jesus Just Left Chicago» в альбоме Live! Greatest Hits From Around The World и в 2018 году в сольном альбоме Билли Гиббонса The Big Bad Blues.
В 2015 году Харман, после 12-летнего перерыва, выпустил студийный альбом Bonetime , в 2018 году последовал альбом Fineprint.
Всю свою карьеру, начиная с четырёхлетнего возраста, когда он нашёл отцовскую гармошку Hohner Marine Band, Джеймс Харман играл на инструментах Hohner Marine Band.
По словам Марка Додсона, барабанщика (в 2014 году он в составе группы Билли Бой Арнольда вместе с Джеймсом Харманом номинировался на Грэмми в категории Лучший блюзовый альбом): «Я так горжусь тем, что за последние 20 лет я объездил большую часть этого мира с этим парнем. Я многому научился и смеялся вместе с ним. Он наставник, приятель, аферист, хулиган, заклинатель змей, карикатурист, фанатик, повар, джентльмен, пират, соул-певец, вообще крутой чувак в лучшем смысле этого слова»
В его музыке много дельта-блюза, немножко довоенного свинга и неплохая доля R&B. Но в песнях Хармана есть и другая движущая сила. В его мелодиях чувствуется почти интернациональный колорит внутри его музыки, усиленный бурными латиноамериканскими, африканскими и кубинскими ритмами. Скажем так: скучно и предсказуемо — это два слова, которые вы никогда не встретите в контексте мелодии Джеймса Хармана.       
Оригинальный текст (англ.)His music is filled with plenty of blues from the Delta, some pre-war swing and a nice shot of R&B. But there are other dynamics at play in Harman’s songs, as well. There’s an almost international flair going on inside his tunes, bolstered by swirling Latin, African and Cuban-inspired rhythms. Put it this way – boring and predictable are two words you won’t ever find associated with a James Harman tune.

Сам Джеймс Харман говорил что: «Настоящая блюзовая музыка слишком сложна и проста одновременно для большинства слушателей. Однако я многого не знаю и могу ошибаться. Я всего лишь старый аналоговый деревенский блюзовый певец… живущий в цифровом мире». Всю свою карьеру музыкант исповедовал традиционный подход к блюзу, был консервативен и крайне нетерпим к нововведениям.
…я не терплю всех этих 5-ти — 6-ти струнных бас-гитар. Это не блюз! Я ненавижу все эти заглушенные плоско звучащие диско бас-томы с вырезанными отверстиями…я не люблю барабаны, которые звучат как шлепок! Я этого не переношу… К началу 70-х последняя капля переполнила чашу моего терпения. С барабанов стали снимали пластики, микрофоны устанавливать вплотную к барабанам и динамикам, и никто не знал, как играть и записывать правильно…Не поющие басисты, которые не знают текстов песен, или которым и вовсе наплевать, о чём эти песни, ищут, чем бы себя занять, поэтому покупают все эти страшные пяти-шести-струнные бас-гитары сделанные из 27 экзотических пород дерева, с активной электроникой и т. д. Что общего это все имеет с человеком, поющим блюзовую песню под аккомпанемент группы?
Джеймс Харман умер от сердечного приступа 23 мая 2021 года. В то время он проходил пятимесячный курс химиотерапии, борясь с раком пищевода IV степени. Музыкант был в нескольких браках, которые закончились разводом. У него было два сына, один из которых умер раньше него.

## Дискография
- This Band Just Won't Behave (1981, Ice Pick 7” EP)
- Thank You Baby (1983, Enigma)
- Those Dangerous Gentlemen (1987, Rhino)
- Extra Napkins (Strictly the Blues) (1988, Rivera; перевыпущен в 1997 на Cannonball Records)
- Strictly Live...In '85! (Vol. 1) (1990, Rivera; перевыпущен в 2005 на Gulf Coast/Pacific Blues Records как Strictly Live In '85 ...Plus! (Vol. 1))
- Do Not Disturb (1991, Black Top)
- Two Sides to Every Story (1993, Black Top)
- Cards on the Table (1994, Black Top)
- Black & White (1995, Black Top)
- Icepick's Story (1996, Continental Record Services/CRS; перевыпущен в 1999 на Me & My Blues Records)
- Takin' Chances (1998, Cannonball)
- Mo' Na' Kins, Please! (Strictly the Blues, Vol. 2) (1999, Cannonball)
- Lonesome Moon Trance (2003, Gulf Coast/Pacific Blues)
- James Harman's Bamboo Porch: Live at Little Village, Volume One (2012, Gulf Coast)
- Bonetime (2015, Electro-Fi)
- Fineprint (2018, Electro-Fi)[7]
- Liquor Parking (2019, BigTone)
- Sparks Flying: Live in 1992 (2022, JSP)